# Personaggi di Adventure Time
Questa è una lista dei personaggi ricorrenti nella serie TV d'animazione statunitense Adventure Time, mandato in onda su Cartoon Network dal 2010 al 2018.

I protagonisti ed alcuni dei personaggi secondari di Adventure Time: sulla poltrona a sinistra Gommarosa; alla sua sinistra Cannello, Maggiormenta e Melaverde; sul divano da sinistra a destra Finn, PSB e Jake; a destra dall'alto verso il basso Marceline, Lady Iridella e Principessa Gelatina.

## Personaggi principali

### Finn l'avventuriero
Finn l'avventuriero, conosciuto anche come Finn l'umano, è il giovane protagonista della serie insieme a Jake. Si tratta di uno dei pochissimi personaggi umani rimasti nella Terra di Ooo. La sua prima nemesi è Re Ghiaccio.
Fu trovato in una foresta e adottato da Joshua e Margaret, i genitori del fratello adottivo e migliore amico Jake, quando era solo un neonato. Finn è successivamente cresciuto con Jake e BMO, un piccolo gioco elettronico con vita propria, in una grande casa costruita su un albero. Entrambi sono in amicizia con la principessa del Regno di Dolcelandia, Gommarosa, di cui Finn è segretamente innamorato. Tuttavia, dall'ultimo episodio della 3ª stagione Finn si invaghirà della principessa del Regno di Fuoco, con cui avrà una breve relazione. I due si lasceranno dopo che Finn l'aveva ingannata spingendola a combattere contro Re Ghiaccio. Nonostante la rottura, i due resteranno amici.
Finn ha il tipico fisico da bambino, con il corpo e la testa paffuti e gli arti molto esili. Indossa sempre una maglietta azzurra con dei pantaloncini blu e delle scarpe nere. Ha inoltre sulle spalle uno zaino verde. Tratto distintivo dell'aspetto dell'eroe è il suo cappello bianco che gli lascia scoperto solo il viso. Sotto di esso Finn nasconde i suoi capelli biondi. Inoltre Finn è discromatopsico; infatti non distingue il verde dal rosso, come si vede in alcuni episodi.
Autoproclamatosi eroe, Finn ama le avventure, dimostra uno spiccato senso del dovere nonché una grande forza di volontà che lo spingono a trascorrere le giornate a combattere le ingiustizie e ad aiutare i più bisognosi. Si trova spesso in difficoltà quando deve fare cose che non richiedono l'uso della violenza o il combattere mostri. L'unica cosa che sembra davvero incutergli terrore è l'oceano. È solito pronunciare, come il suo amico Jake, esclamazioni curiose e inusuali, come "finntastico", "jakecosmico", "capperetti" e "sciabolette". All'inizio della serie Finn ha 12 anni, mentre ne compirà 13 durante la seconda stagione. In un'intervista del 2012 al creatore della serie Pendleton Ward questi ha dichiarato che Finn ha ormai compiuto i 15 anni. Nella decima stagione ne compie 17.
Nonostante la giovane età, Finn possiede forza, resistenza e agilità sovrumane e dimostra di essere un abile combattente sia con la spada sia a mani nude. Dall'inizio della serie, Finn porta spesso con sé con una vecchia spada con la lama color oro, che viene persa a metà della seconda stagione. Finn non farà infatti sfoggio di nessuna spada per quattro episodi, prima di trovare una nuova spada con il manico ricavato dai rami di un albero il giorno del suo 13º compleanno, che verrà sostituita alla fine della terza stagione con la spada di famiglia, una lunga spada rossa creata da Joshua (il padre di Jake) usando il sangue di un demone. Finn la trova nelle segrete che suo padre costruì tempo addietro per lui, custodita da un mostro che sconfiggerà lui stesso, ma anch'essa verrà persa verso la fine della quinta stagione a causa del demone che la distrugge per riavere il suo sangue, dopo essere stato evocato per errore da Re Ghiaccio e Abracadaniel, e vendicarsi del padre di Jake. Successivamente Finn entra in possesso di una spada maledetta fatta interamente d'erba che all'inizio non riuscirà a controllare ma che, quando accetta la maledizione e non si oppone a essa, gli cede il suo totale controllo. La perderà insieme con il suo braccio destro nel tentativo di impedire la fuga al padre da una prigione, e dopo aver ricevuto una sorta di protesi d'erba ma dall'aspetto naturale entra in possesso di una nuova e più potente spada creata da un paradosso spazio-temporale: la spada è infatti composta dalla stessa coscienza di Finn, al punto che molte volte si rivolge a lei per ricevere consigli; quest'ultima alla fine si fonderà con il braccio d'erba di Finn, diventato in grado di trasformarsi in una copia identica della spada stregata posseduta precedentemente, trasformandosi in un clone dell'umano di nome Felce e costringendo il protagonista a indossare una sofisticata protesi in metallo creata da Gommarosa.
Nello speciale di Adventure Time: Terre Lontane "Ritorno al sicuro", che si svolge un tempo imprecisato dopo la fine della serie, Finn è morto, anche se la causa della sua morte non è stata rivelata. Dopo essersi riuniti con Jake nell'aldilà, i due scelgono di reincarnarsi nel mondo dei vivi. Una statua caduta di Finn appare anche nella sequenza di apertura dell'episodio, ambientata in questo mondo futuro.
Insieme con Jake fa una breve comparsa nell'episodio 22 della settima stagione di Futurama.
È doppiato in lingua originale da Zack Shada nel cortometraggio animato, dove il suo nome è Pen, da Jeremy Shada nella regolare serie TV e da Alex Polidori in lingua italiana.

### Jake il cane
Jake il cane (Jake the Dog) è il co-protagonista della serie con Finn, di cui è il migliore amico nonché il fratello adottivo.
Come viene rivelato nella sesta stagione, Jake è nato quando suo padre, Joshua, è stato morso da una creatura spazio-dimensionale durante un'investigazione con sua moglie Margaret. Jake è nato proprio quando il bozzo che aveva Joshua sulla testa si è staccato e ha incominciato a vivere con i suoi genitori e suo fratello Jermaine. I poteri elastici di Jake derivino proprio dall'unione di questa creatura. In passato, Jake era a capo di una banda di ladri, ma smise di farne parte quando capì che era sbagliato rubare, arrivando spesso a scusarsi con Finn dicendo che "credeva fosse legale". Successivamente i suoi genitori Joshua e Margaret adottarono il piccolo Finn con cui crescerà condividendo tutto e diventando un suo grande amico. Jake ha anche un fratello, Jermaine, che diventerà un personaggio semi-principale dalla 9 stagione alla 10 stagione. È fidanzato con Lady Iridella, appartenente alla razza degli iridelli, con cui condivide la passione della musica. Nella quarta stagione viene rivelato che Lady Iridella aspetta un cucciolo da Jake. Successivamente i cinque cuccioli dati alla luce faranno la loro prima apparizione nella quinta stagione. I due maschi T.V. e Kim Kil Whan e le tre figlie Viola, Charlie e Jake Jr. hanno un aspetto a metà tra quello di Iridella e quello di Jake, e a causa della diversità dei due compagni alcuni di loro presentano alcune parti del corpo deformate. Jake Jr., in particolare, ha il corno sul fondo schiena anziché sulla testa e non presenta occhi, anche se può comunque vedere. Nello speciale "Ritorno al sicuro" di Adventure Time: Terre Lontane, che si svolge qualche tempo dopo la fine della serie, Jake è morto di vecchiaia. Quindi viaggia attraverso i mondi dei morti per ricongiungersi con Finn, anche lui deceduto. Dopo essersi riunito con Finn nell'aldilà, i due scelgono di reincarnarsi nel mondo dei vivi.
Jake è un ibrido tra un mutante e un bulldog inglese giallo (anche se può diventare blu) di 24 anni con grandi occhi bianchi e neri. Sebbene sia piuttosto pigro ama l'avventura e si butta sempre nella mischia nel corso di un combattimento. Ha un carattere scherzoso e dà spesso consigli al suo amico Finn. Ha un atteggiamento disinvolto che lo rende a volte impulsivo, geloso e addirittura violento, anche se alla fine riconosce sempre i suoi errori. È inoltre un personaggio goloso. Anche se apparentemente non sembra temere niente e nessuno, Jake ha il terrore dei vampiri, e in modo particolare di Marceline.
È dotato di poteri magici che gli permettono di allungare, rimpicciolire o ingrandire una qualsiasi parte del suo corpo e di mutarli in una qualsiasi forma, assumendo talvolta dimensioni colossali per sovrastare gli avversari. Nella terza stagione, si salva la vita da un'iniezione di veleno letale; riesce infatti a digerirlo in pochi secondi facendo diventare cinquantuno volte più grande del normale il suo fegato. I suoi poteri aiutano Finn in battaglie e spostamenti, ma sovente li usa come esagerate forme di espressione. Nell'episodio "Il limite", si scopre che Jake utilizza sempre una piccola porzione dei suoi poteri di allungamento poiché se ne abusasse il suo corpo diventerebbe pericolosamente sottile causandogli un evidente calo di forze, oltre che a fargli rischiare la morte per il grande sforzo. Jake sa anche suonare il violino.
Insieme con Finn, appare brevemente nell'episodio 22 della settima stagione di Futurama, in cui è sempre il doppiatore di Jake John DiMaggio a prestare la voce al cane magico, essendo già presente nel cast della serie in quanto voce di Bender (a differenza dell'edizione italiana dove Paolo Buglioni doppia Bender). Viene doppiato da Alberto Angrisano nell'edizione italiana.

### Principessa Bonnibel Gommarosa
Principessa Bonnibel "Bonnie" Gommarosa (Princess Bubblegum) è la sovrana del Regno di Dolcelandia.
Nonostante dimostri 18 anni, ne ha circa 800, avendo fondato Dolcelandia molti secoli prima dell'inizio della serie, in cui regna e risiede nel suo grande castello che sovrasta la città. Nella settima stagione viene rivelato che in origine faceva parte di una grande massa di gomma senziente nata dopo la Guerra dei Funghi. Dopo essersi staccata dalla "gomma madre", Gommarosa imparò a pensare, sentire ed essere indipendente. Nell'episodio Ritorno mortale, dopo essere stata sciolta in seguito a un incidente causato da Re Ghiaccio e il Lich, torna ad avere 13 anni in quanto i dottori non avevano abbastanza gomma per ricostruire il suo corpo. In un altro episodio è costretta a tornare diciottenne a causa del malgoverno del Conte Limoncello, grazie a una sua speciale pozione e dei pezzi di dolcibotti donatigli dai suo sudditi. Nel primo episodio della serie Gommarosa è già in evidente rapporto di amicizia con i protagonisti Finn e Jake, quindi non si sa in che occasione i tre abbiano fatto conoscenza.
Nonostante consideri Finn solo come un amico, questi è in realtà innamorato di lei, e nel corso della serie cercherà in modi sempre più evidenti di fare colpo su di lei, nonostante la differenza di età a volte evidenziata dallo stesso Finn e da Jake. Anche se la maggior parte delle volte la principessa tende a ignorarlo o addirittura a invitarlo di "smettere di fare lo sciocco", nella quarta stagione Gommarosa diventa estremamente gelosa quando viene a sapere della storia tra Finn e la principessa del Regno di Fuoco. In passato Gommarosa era molto amica di Marceline (in un'intervista gli autori hanno dichiarato che ci fosse una storia di natura romantica tra le due). Nonostante le due non siano più in buoni rapporti da anni, in seguito si riappacificheranno. In un periodo imprecisato, inoltre, la principessa creò il Conte Limoncello, che lei considera il suo primo esperimento non riuscito.
Essendo un'abitante di Dolcelandia, Gommarosa è un dolce antropomorfo; il suo corpo infatti è composto di sola gomma da masticare, compresi i capelli. Indossa molto spesso un vestito violetto con maniche corte a palloncino viola, con una cintura di tessuto viola alla vita. Alcune volte indossa un camice bianco da laboratorio, che usa durante i suoi esperimenti. Quando non è impegnata nelle sue numerose faccende reali, indossa vestiti casual. La sua pettinatura è sciolta, con capelli lunghi fino ai piedi e una corona allungata verticalmente con una gemma.
È molto dolce e intelligente, ed è appassionata di esperimenti scientifici e di fiori. Viene descritta come una regnante amabile, benevola e compassionevole. Ama i suoi sudditi in maniera incondizionata, ed è nota per difenderli in caso di guai e problemi. Anche se di solito è dolce e bonaria, ha dimostrato di possedere anche un lato maligno, che si manifesta quando è in ballo la sicurezza del regno o della sua persona. Sa essere spietata quando il suo popolo è in pericolo e ha bisogno di protezione. È anche una grande scienziata e studiosa, e ama passare il suo tempo nel laboratorio del castello, dove fa esperimenti e studi vari. Parla molto bene il tedesco, scrive canzoni e libri. In alcune occasioni dimostra di sapersela cavare nel corpo a corpo.
Nell'ultima stagione rivela di essere bisessuale, ricominciando la relazione con Marceline dopo che le due si erano riavvicinate a partire dalla settima stagione. Con la settima stagione le due si riavvicinano, avendo anche l'opportunità di vedere quelli che possono sembrare dei veri e propri appuntamenti, fino ad arrivare al bacio con Marceline nell'ultimo episodio.
Viene doppiata in lingua originale da Paige Moss nel cortometraggio animato, da Hynden Walch nella regolare serie TV e da Valentina Mari in quella italiana.

### Marceline
Marceline è una vampira di 1003 anni. I suoi lunghi capelli neri nascondono parte del cranio rasato. Ha i classici denti da vampiro, ma non succhia il sangue per non far del male; beve invece il colore rosso, ama il rock e fare scherzi alle persone insieme con esseri demoniaci, scheletri, fantasmi e mostri vari. Marceline è anche un mezzo demone e oltre mille anni prima degli avvenimenti della serie, esisteva tra lei e Simon Petrikov un profondo legame, quando egli non era ancora del tutto impazzito a causa della corona e si prendeva cura di lei che era solo una bambina di 7 anni. Nonostante la sua giovane età allora, Marceline è l'unica a ricordarsi chiaramente ciò che accadde ai due. Inizialmente, Marceline è arrabbiata che Re Ghiaccio non si ricordi niente del loro rapporto ma poi lo accetta, andandolo a trovare spesso nel regno di ghiaccio o invitandolo di tanto in tanto a casa sua; lei continua a chiamarlo sempre "Simon" (mentre Finn lo fa solo qualche volta). Sui genitori di Marceline non viene accennato molto, eccetto per il padre Hunson Abadeer, sovrano della Nottesfera, con il quale Marceline non va d'accordo. In particolare il rapporto tra i due si deteriora quando Marceline scopre il padre mangiare le sue patatine in quelle che sembrerebbero le rovine di una tavola calda.
Soprannominata "La Regina Vampira" (The Vampire Queen), è una creatura molto vecchia, e molte delle zone del regno di Ooo presentano una "M" come per simboleggiare la loro appartenenza a Marceline. Nella sua prima apparizione, scaccia Finn e Jake dalla loro casa sull'albero in quanto scopre la "M" intagliata su una parete, che simboleggia l'appartenenza di quel luogo alla vampira. In seguito Marceline, dopo aver lottato contro Finn e aver quasi ucciso Jake, dichiarerà di aver voluto solo divertirsi e anche se ciò richiederà del tempo, diventerà amica dei due avventurieri. Sia Finn sia Marceline condividono la stessa scintilla per l'avventura e la propensione al pericolo e al divertimento. Marceline è molto amica di Finn, e sembra fidarsi ciecamente di lui. La sua controparte, Marshall Lee, sembra essere innamorato di Fionna. Si pensa che anche Marceline possa avere una cotta per Finn, anche se nell'episodio La serata delle coppiette dice a Finn di andare alla serata come amici perché non voleva baciarsi con la lingua. Gli autori della serie hanno dichiarato che Marceline è bisessuale, infatti in passato ebbe una relazione con Gommarosa, anche se ciò non è mai stato rivelato nella serie, eccetto nell'ultimo episodio. Nonostante le due non siano più in buoni rapporti da anni, in seguito si riappacificheranno. È stata anche fidanzata con uno stregone di nome Ash.
Marcelline ha un carattere spavaldo e selvaggio, reso audace e spericolato da secoli di peregrinazioni lungo la Terra di Ooo; è definita per antonomasia una "Radical Dame", ovvero una ragazza con inclinazioni caratteriali e morali diametralmente opposte ai valori culturali e sociali del suo tempo o della sua classe di appartenenza. Marceline, difatti, applica le proprie idee sebbene queste siano in contrasto con quelle degli altri.
Suo padre Hunson è relegato in una dimensione alternativa perché è un mostro che si nutre di anime. Marceline, inoltre, è un'abile cantante e suona il basso, che in realtà è l'ascia di famiglia modificata da lei stessa. Ha pubblicato un disco di nome Tutto resta. Le abilità di Marceline si sono dimostrate assai superiori a quelle comunemente attribuite ai vampiri tradizionali. Oltre la possibilità di cambiare aspetto a suo piacimento, Marceline ha poteri di levitazione, pirocinesi, psicocinesi (o telecinesi), invisibilità, necromanzia, e la quasi istantanea auto-guarigione. Come tutti i vampiri, è vulnerabile alla luce diretta del sole, e se colpita incominciano a spuntarle piaghe e vesciche fumanti, provocandole un gran dolore. Tuttavia, a differenza dei comuni vampiri, la ragazza è in grado di muoversi liberamente, durante il giorno, a patto che indossi o porti con sé qualcosa che la tenga in penombra.
Nella settima stagione si rivela che lei non è un vampiro ma un ibrido umano/demone e che ha assorbito parte dei suoi poteri da cinque vampiri a cui aveva dato la caccia: malgrado fosse riuscita a eliminarli, era stata morsa dal re dei vampiri trasformandosi in un vampiro. Alla fine della miniserie "Stakes" Marceline, dopo che la luce del sole l'aveva curata dal vampirismo, torna a essere una vampira per fermare un mostro simile a una nube nera. Nell'ultima stagione si scopre che ha un rapporto molto intimo con la Principessa Gommarosa.
È doppiata in lingua originale da Olivia Olson e in italiano da Alessandra Chiari.

### Re Ghiaccio
Re Ghiaccio (Ice King) è il padrone delle Montagne di Ghiaccio nonché l'antagonista principale della prima parte della serie. Ha l'aspetto di un uomo anziano con una grande barba bianca, carnagione azzurra e un lungo naso adunco. Indossa una tunica blu e la sua grande barba bianca copre gran parte del suo corpo.
Grazie alla sua corona, Re Ghiaccio ha il potere di controllare tutte le forme della neve e del ghiaccio. Tutto ciò include: lanciare fulmini congelanti, ghiacciare oggetti ed esseri viventi con il pensiero, spostare il ghiaccio con la telecinesi, dare vita a esseri creati con la neve o il ghiaccio, congelare i nemici con un raggio, volare, far nevicare, e creare un clima invernale a proprio piacimento, il tutto minando però sempre di più la sua barcollante sanità mentale. Oltre al totale potere su ghiaccio e neve, quando Re Ghiaccio indossa la sua corona ha la possibilità di vedere cose trascendenti che i comuni mortali non possono vedere. Inoltre, può portare chi desidera all'interno della sua mente per breve tempo. Può, infine, usare la sua lunga barba per volare. Oltre a queste abilità soprannaturali, Re Ghiaccio suona egregiamente la batteria e la tastiera ed è un esperto di frijitsu, una strana variante del ninjitsu: nella sua torre vi è infatti una stanza segreta piena di armi ninja.
Re Ghiaccio passa gran parte delle sue giornate nel suo castello di ghiaccio con i suoi servitori pinguini. Nonostante il ruolo di Re Ghiaccio sia comunemente quello di antagonista, in una occasione aiuta Finn e Jake a sconfiggere la Principessa Gommarosa posseduta dal Lich. Costantemente ossessionato dal bisogno impellente di rapire principesse del Regno di Ooo (salvo essere sconfitto ogni volta da Finn e Jake), Re Ghiaccio viene descritto il più delle volte come malvagio, egocentrico e paranoico.
Nell'episodio "Segreti natalizi: Parte II" viene rivelato che Re Ghiaccio era originariamente un essere umano vissuto molti anni prima rispetto al tempo narrante della serie: Simon Petrikov. Egli era un umile e gentile scienziato e archeologo che amava collezionare oggetti antichi e manufatti magici (sebbene non credesse ai fenomeni sovrannaturali). Fidanzato con una ragazza di nome Betty (che lui amava chiamare la sua "principessina"), la vita di Petrikov trascorse felice e tranquilla sino a quando non comprò una corona costellata di rubini da uno scaricatore di porto della Scandinavia del Nord. La vicinanza a tale oggetto lo rese sempre più lontano dalla realtà, mutando il suo carattere e l'aspetto, oltre a conferirgli il potere di manipolare il freddo e, al contempo, resistergli. Ciò gli diede la possibilità di sopravvivere a una tempesta che distrusse la città in cui viveva, ma lo trasformò nell'essere che è ora, facendogli dimenticare ogni cosa del suo passato. Essendo ormai Betty caduta nell'oblio della sua memoria, da quel momento, è in continua ricerca di principesse da sposare. Durante gli eventi della Guerra dei Funghi, Re Ghiaccio si prese cura di Marceline per un tempo imprecisato, scrivendo appunti e pensieri su foto e ritagli di giornale, al fine di ricordare la loro amicizia. Fu proprio l'uomo a donare a Marceline il suo amato peluche Hambo. Nella stagione conclusiva diventa alleato dei protagonisti contro i parenti di Gommarosa; in particolare nell'ultimo episodio gli effetti della corona svaniscono, riportandolo finalmente alla sua forma umana di Simon Petrikov.
Viene doppiato in lingua originale da John Kassir nel cortometraggio animato, da Tom Kenny nella serie TV e da Vladimiro Conti in quella italiana.

## Personaggi secondari

### Lady Iridella
Lady Iridella (Lady Rainicorn) è la fidanzata di Jake. Ha all'incirca la stessa età di Jake (l'equivalente di 28 anni umani) e appartiene alla strana razza immaginaria degli Iridelli, specie in conflitto con i cani. È in pratica un unicorno molto lungo con capelli biondi, pelle dei colori dell'arcobaleno e la capacità di volare. Il corno che ha sulla fronte può inoltre creare un raggio che cambia il colore degli oggetti. Parla coreano, ma si può tradurre la sua voce tramite un traduttore che si attacca alle corde vocali degli Iridelli, anche se Jake la capisce senza problemi e spesso fa da traduttore tra lei e Finn. In un episodio i genitori di Lady Iridella vengono invitati a casa di Jake. Per quasi tutto l'episodio il cane parlante si maschera da Iridello per assomigliare il più possibile alla loro razza e viene aiutato dal suo compagno d'avventure Finn, ma, alla fine, non sopportando più il carattere dei genitori della fidanzata che continuano a maltrattare Finn convinti che sia il suo schiavo, decide di rivelare la sua vera identità, scoprendo che in realtà i due amano i cani.
Nella quarta stagione della serie Lady Iridella afferma di essere incinta di Jake. Durante la quinta stagione dà alla luce cinque cuccioli, chiamati T.V. e Kim Kil Whan (maschi) e Viola, Charlie e Jake Jr. (femmine). È doppiata da Niki Yang.

### Principessa dello Spazio Bitorzolo
La Principessa dello Spazio Bitorzolo (Lumpy Space Princess) soprannominata PSB da Finn e Jake, è un essere fluttuante di colore viola e pieno di bitorzoli, con una voce mascolina. PSB è viziata e sarcastica, e il suo rapporto con Finn e Jake è sempre sembrato indifferente, ma nell'episodio "Potere dei bitorzoli", PSB si rende conto che Finn è una persona di buona reputazione morale che le insegna che la bellezza viene dall'interno, e nel suo primo episodio, rivela a Finn che lo considera il suo unico vero amico. Aveva un fidanzato di nome Brad che adesso sta con l'amica Melissa. A seguito di una serie di incomprensioni con i suoi genitori, PSB è fuggita dallo Spazio Bitorzolo per vivere come senzatetto nella Terra di Ooo. Dopo Gommarosa, è la principessa che appare più volte nella serie. Nella stagione 10 nell'ultima puntata "Vieni insieme a me" diventa regina.
Nella versione originale è doppiata da Pendleton Ward e in lingua italiana da Daniele Valenti.

### BMO
BMO (doppiato da Niki Yang in lingua originale e da Emanuela Baroni nel doppiaggio italiano) è un gioco elettronico senziente che vive nell'albero con Jake e Finn. Jake e Finn giocano spesso con lui quando si annoiano. BMO è in grado di trasportare persone all'interno dei mondi dei suoi videogiochi premendo un tasto sul suo corpo. Inoltre può assolvere a molte altre funzioni come lettore DVD, sveglia, stazione di montaggio, fotocamera e telecamera. Si dimostra un tipo piuttosto bizzarro ed eccentrico, alle volte pare vivere in un mondo tutto suo. Nell'episodio "Cinque brevi favolette", viene rivelato che BMO emula segretamente una discussione tra una versione speculare di se stesso, che BMO chiama "Football", e finge di essere umano mentre insegna a Football le abitudini umane tentando di imitare attività come spazzolarsi i denti o andare in bagno. Nella quinta stagione viene rivelato che BMO fu creato dallo scienziato Moseph Mastro " Moe" Giovanni mille anni prima degli eventi della serie. Anche se nel corso degli anni Moe ha creato migliaia di robot, BMO fu appositamente creato con l'intento di provare dei sentimenti. Moe ha inventato BMO per aiutarlo a crescere suo figlio, ma poiché non ha mai avuto figli, ha rilasciato BMO per trovare un'altra famiglia.

### Maggiormenta
Maggiormenta (Peppermint Butler nell'originale inglese) è il maggiordomo del castello di Gommarosa. Diligente servitore, esegue ogni ordine della principessa, aiutandola nell'amministrazione del regno in vari modi, ad esempio assumendo il ruolo di cocchiere, carceriere e chef. Nonostante le apparenze e i modi cortesi, Maggiormenta è un esperto di occultismo, e in vari episodi si lascia intendere che possegga un lato oscuro: in un episodio la pianta che Gommarosa aveva lasciato in mano a Finn e Jake muore, e i due chiedono aiuto a Maggiormenta, che apre loro un varco verso la terra dei morti per andare a prendere la sua anima dalla Morte. Non si sa ancora che collegamento abbia Maggiormenta con la Morte, ma questa pare conoscerlo, dato che risparmia la vita a Finn dopo aver saputo che era un suo amico. Nell'episodio Ritorno mortale è il primo ad accorgersi che Gommarosa è stata posseduta dal Lich, mentre nell'episodio Ritorno alla Nottesfera si può vedere una foto di Maggiormenta che gioca a golf con Hunson Abadeer. Nell'episodio Lo spasimante inoltre, lo si vede compiere un rito di magia nera "demoniaca" evocando il demone Adgoad all'interno del corpo di Cannello. Nell'episodio Il trattato di pace, a causa del siero di Gommocalvo, viene trasformato a in una specie di Maggiormenta infante. In Vieni insieme a me Maggiormenta, anche come dolcibotto "neonato", legge un libro di magia nera.

### Principessa Fiamma
La Principessa Fiamma (Flame Princess) è la principessa del Regno di Fuoco e figlia del Re Fiamma, dotata di potenti poteri pirocinetici. A partire dal finale della terza stagione, Finn si innamora di lei. Nella quarta stagione i due si mettono insieme, seppur con qualche difficoltà. Flambo la descrive come "una ragazza focosa", difatti ha un'indole apparentemente "malvagia" e una potenza difficilmente controllabile, per questo, prima di conoscere Finn e Jake, era tenuta rinchiusa in una lanterna di vetro, nel salone principale del Palazzo di Fuoco. Successivamente si scopre che è stata Gommarosa a chiedere al padre di tenerla sotto chiave per evitare che si destabilizzasse. Nella quinta stagione lascia Finn dopo aver scoperto che quest'ultimo l'aveva ingannata affinché combattesse contro Re Ghiaccio. In seguito spodesterà il padre divenendo la nuova regnante del Regno di Fuoco. Il suo vero nome è Phoebe. Nel sesto episodio dell'ottava stagione è diventata una rapper. Nel decimo episodio dell'ottava stagione ha partecipato alla battaglia delle band e ha rappato insieme con Cingolino. Nel terzo episodio della decima stagione, la Principessa Fiamma ha vinto in una battaglia rap contro Figlio di Orso Rap.
Doppiata nell'edizione originale da Jessica DiCicco e in Italia da Perla Liberatori.

### Martin Mertens
Martin Mertens è il padre naturale di Finn. Come è stato rivelato nelle miniserie "Islands", era un abitante dell'isola dei fondatori che si innamorò della dottoressa Minerva, da cui ebbe Finn. Ma Martin fu costretto a partire per Ooo, portando Finn con lui. Fu successivamente imprigionato nella Cittadella per aver commesso un "reato cosmico". Finn e Jake lo liberano nell'episodio Escape to Citadel, anche se Martin si mostra più interessato a scappare piuttosto che a ricongiungersi con il figlio. In seguito finisce su Ooo dopo che la sua astronave è stata reindirizzata sulla Terra da Grob Gob Glob Grod. Martin approfitta sia di Finn che di una civiltà amichevole per lasciare di nuovo il pianeta su un'astronave. Dopo una disavventura su un altro pianeta che lo porta ad acquisire una falena spaziale gigante, Martin aiuta Finn a fermare Orgalorg prima di partire per un piano di esistenza elevato, ricongiungendosi con il figlio.

### Betty Grof
Betty Grof era la fidanzata di Simon Petrikov; un giorno lui, per farla divertire, indossò una corona (presa, a quanto dice Simon, dalla Scandinavia) per scherzo. Da quel momento comincia a comportarsi stranamente, finché Betty, spaventata dal suo comportamento, non lo lascia e se ne va via. Nell'episodio La forza dell'amore Re Ghiaccio torna normale, perché tutta la magia di Ooo è stata assorbita da Bella Noche. Quindi, contatta Betty tramite un portale per dirle addio; Betty, però, riesce ad attraversare il portale, raggiungendo Simon, per poi sconfiggere Bella Noche e continuare a far vivere Simon.
Alla fine dell'episodio si può vedere Betty che guarda Re Ghiaccio che parla con la Principessa Forzuta, per poi andarsene via su un tappeto magico, più decisa che mai a trovare una cura per la sua maledizione. Nella puntata Il triciclo a due ruote si allea con l'Omino Magico a tale scopo, ma a causa di un malfunzionamento durante l'esperimento acquisisce tutti i suoi poteri e la sua pazzia. Nell'episodio "Il rapimento di Gunter" rapisce il pinguino di Re Ghiaccio per farsi dare così la corona che incomincia a modificare. Alla fine dell'episodio la restituisce al Re Ghiaccio. In "La corona di Re Ghiaccio è in tilt" viene rivelato che Betty ha scaricato un A.I nella corona per curare Simon ma danneggiandola nel farlo. Intervengono Marceline e Gommarosa per riaggiustarla e distruggere così il malware provocato dall'A.I.
Betty riappare durante la saga degli elementi: dopo che Finn e Jake si imbarcano, lei va al regno di ghiaccio per invitare Simon a cena nella speranza di fargli ricordare il suo passato. Le cose non vanno bene e Betty caccia via Re Ghiaccio, frustrata che non si ricordi ancora niente. Sotto il consiglio della Manticora prova ad accettarlo com'è diventato. Viene in seguito catturata da Pazienza St. Pim, e usata come "batteria magica"; viene liberata da Finn, Jake e Re Ghiaccio e incomincia a collaborare con loro per salvare Ooo dall'incantesimo degli elementi. Nell'episodio "Lo scioglimento dell'incantesimo" tradisce Finn, rivelando che grazie alle gemme e all'Enchiridion vuole tornare indietro nel tempo per impedire che Simon indossi la corona. Però Re Ghiaccio, non capendo ancora il piano di Betty, nel tentativo di parlare con lei, interferisce con l'esperimento, spedendola accidentalmente su Marte, dove incontra l'Omino Normale. Nell'episodio "Il tempio di Marte", Betty è diventata il nuovo omino magico; alla fine dell'episodio rivela di voler ancora "curare" Simon. Infatti nell'ultimo episodio si reca sulla Terra insieme all'Omino Normale e alla strega Maja perché vuole usare la magia di quest'ultima per curare Simon dalla follia della corona. Ciò provoca l'apparizione del mostruoso GOLB, portatore della distruzione.
Re Ghiaccio, sotto consiglio di Finn e Omino Normale, "sveglia" Betty che si stava concentrando sull'incantesimo e la ragazza rimane frustrata che il sovrano del ghiaccio l'abbia distratta. La sua rabbia fa esplodere Maja, e l'impatto fa finire Betty e Re Ghiaccio nella bocca del GOLB, seguiti da Finn all'ultimo momento. All'interno dello stomaco della creatura, grazie al processo, Betty e Re Ghiaccio vengono riportati alle loro "forme essenziali", perdendo i lori poteri magici ma ritornando completamente sani di mente. Simon e Betty sono finalmente riuniti ma rischiano di essere schiacciati, insieme a Finn, dallo stomaco del GOLB. Betty decide di usare i poteri della corona, ripristinata alla sua forma pre-desiderio, per far sparire il GOLB e facendo andare via solo Finn e il fidanzato. Capendo però che il suo desiderio profondo è proteggere Simon, si fonde col GOLB per poi andarsene dalla Terra attraverso un portale, lasciando, almeno per un po', una ferita nel cuore di Simon.

### Felce
Felce è un clone di erba di Finn creato attraverso la fusione della Finn Spada e il demone di erba che abitava la spada di erba di Finn. All'inizio era convinto di essere il vero Finn, ma alla fine arriva ad accettare di non essere Finn. Dopo aver cercato di scoprire quale fosse il suo scopo dal Mago d'Erba è scioccato nello scoprire che è stato fatto semplicemente per divertimento e mette fuori gioco il suo "creatore" al punto che finisce in ospedale. Successivamente, Felce si dà il suo nome e decide di trovare il suo vero scopo. Tuttavia, nell'episodio "Il ritorno del Lich" inizia a mostrare gelosia nei confronti di Finn, e pianifica cosi di prendere il suo posto dopo aver scoperto che può copiare l'esatto aspetto di Finn. Il suo piano viene sventato quando Finn scopre le varie applicazioni che il suo braccio artificiale può fare. Durante un'intensa lotta, Finn distrugge casualmente Felce, ma i resti di quest'ultimo vengono raccolti da zio Gommocalvo, che lo riporta in vita sotto forma del Cavaliere Verde e ne fa un suo alleato. Nel finale della serie Finn e Felce si riappacificano e insieme riescono a distruggere la maledizione della spada d'erba, che aveva corrotto la Finn Spada creando Felce. Senza tale maledizione però Felce non ha più corpo, cosi inizia lentamente a decomporsi. Dopo la battaglia finale contro GOLB, dà a Finn un seme da piantare prima di scomparire per sempre. Finn e Jake piantano il seme di Felce tra le rovine della casa-albero e subito cresce un albero con la Finn Spada conficcata in un ramo.

## Antagonisti

### Gunter/Orgalorg/Ice Thing
Gunter è il pinguino servitore di Re Ghiaccio. A dispetto del suo aspetto innocuo, in alcune occasioni sembra che Gunter sia un essere molto più malvagio di quanto sembri: in una puntata il padre di Marceline tenta di rubargli l'anima, ma lo lancia via definendolo la creatura più malvagia che abbia mai visto. In una puntata partorisce un uovo da cui nasce un gattino rosa; in un'altra invece crea un'orda di cloni verdi grazie all'occhio demoniaco di Re Ghiaccio e attacca Dolcelandia. Inoltre ha la strana abitudine di distruggere tutte le bottiglie che trova. In realtà Gunter è il nome di tutti i pinguini di Re Ghiaccio che abitano nel suo regno di ghiaccio. Anche se sembrano tutti uguali, Re Ghiaccio riesce a distinguere ognuno di loro e li chiama con diverse pronunce del nome Gunter. Il nome "Gunter" sembra essere legato al potere della corona di Re Ghiaccio, dato che quest'ultimo chiama in tal modo Marceline durante il periodo in cui i due viaggiavano insieme. Questo è dovuto al fatto che la corona è stata creata da un mago di nome "Sempreverde", il cui apprendista si chiamava appunto Gunter. Il Gunter originale usò la corona nel tentativo di diventare come il suo padrone, a costo della sua sanità mentale,tramutandosi in una visione distorta del suo maestro che urla a ripetizione: "Gunter no!"
Nella sesta stagione si scopre che Gunter non è un pinguino, ma è Orgalorg, un'antichissima entità cosmica che migliaia di anni prima dell'inizio della serie provò ad assorbire il potere di una cometa, ma venne sconfitto da Grob Gob Glob Grod, e così precipitò sulla Terra, dove per colpa della gravità terrestre fu "compresso" in un pinguino e perse la memoria. Dopo aver recuperato la memoria in seguito a un colpo in testa, ruba l'astronave di Gommarosa per raggiungere la cometa, che lentamente sta tornando sulla Terra e assorbirne i poteri, ma Finn e Jake lo raggiungono e quando l'astronave è ormai in orbita rivela la sua vera forma. Finn riesce a impedire ad Orgalorg di assorbire la cometa. Mentre Finn e Jake ritornano sulla terra grazie all'Uomo Banana che era lì con la sua perfezionata astronave, Orgalorg li raggiunge attaccandosi a essa e la gravità lo comprime nuovamente in Gunter. Nel finale della serie in seguito alla sconfitta di Golb e al ritorno di Simon, indossa la corona di Re Ghiaccio trasformandosi nell'"Ice Thing" (la Creatura di Ghiaccio) diventando così il nuovo sovrano del Regno dei Ghiacci.

### Hunson Abadeer
Hunson Abadeer è il padre di Marceline e il signore della dimensione infernale nota come Nottesfera. Possiede un amuleto che gli infonde il potere del male caotico della Nottesfera e che gli dà la capacità di succhiare le anime dalle sue vittime e di trasformarsi in un gigantesco mostro tentacolare. Inizialmente non ha un buon rapporto con la figlia, perché anni prima mangiò le sue patatine, portando Marceline a credere che non le volesse bene. Appare per la prima volta nell'episodio Il padre di Marcelline dove Finn lo libera per sbaglio. Hunson cerca di assorbire tutte le anime di Ooo, ma alla fine viene nuovamente confinato nella Nottesfera da Finn, dopo aver ricucito il rapporto con sua figlia, dicendole di volerle bene. In seguito, durante la quarta stagione, cerca di ingannare Marceline per costringerla a seguire le sue orme e diventare la nuova sovrana della Nottesfera, ma ciò viene impedito da Finn e Jake. Appare di nuovo nell'episodio Marcy & Hunson, dove viene evocato da Maggiormenta allo scopo di potenziare la nuova spada di Finn, e rimane per un giorno allo scopo di visitare Marceline.

### Conte Limoncello
Il Conte Limoncello (Earl of Lemongrab) è un dolcibotto a forma di limone antropomorfo, vestito di nero e molto più alto dei suoi simili. Si tratta di una creazione della Principessa Gommarosa, e per questo legittimo erede al trono del Regno di Dolcelandia. Si rivelerà però un fallimento, a causa del suo carattere sociopatico e dispotico e alla sua bassa tolleranza verso tutto ciò di divertente. Nella sua prima apparizione, prende il comando del regno dopo che Gommarosa diventa una tredicenne, ma quando la principessa riacquista la sua vera età, viene bandito e costretto ad andarsene. Successivamente Gommarosa crea un secondo Limoncello per fare da compagnia al primo, guarendo la sua solitudine. I due Limoncelli useranno poi una formula dimenticata da Gommarosa al loro castello per creare dei sudditi. In seguito a un litigio, però, il Limoncello originale divora parte del suo clone, trasformandosi così in un tiranno obeso che si diverte a maltrattare i suoi sudditi. Il secondo Limoncello verrà definitivamente divorato dal primo dopo aver aiutato Finn e Gommarosa a far fuggire uno dei loro sudditi. In seguito verrà fatto esplodere da Speranzello, il suddito che era fuggito con Gommarosa e Finn, con il suono della sua arpa. Dopo la sua morte i corpi del primo e del secondo Conte Limoncello vengono uniti in uno solo, ritornando il Conte Limoncello di sempre, anche se deformato. Nella sesta stagione viene rivelato che questo nuovo Limoncello, pur mantenendo un atteggiamento bizzarro, è un sovrano molto più competente rispetto a prima.
Limoncello è doppiato in originale da Justin Roiland.

### Lich/Piccolo P
Il Lich è un antico demone della morte dalle sembianze di un gigantesco scheletro con corna da ariete, che ha come obiettivo quello di distruggere tutti gli esseri viventi. È un'antica manifestazione cosmica di morte inevitabile, che è implicato essere un sopravvissuto di un tempo antecedente all'universo attuale. L'essenza del Lich è stata depositata sulla Terra milioni di anni prima dell'inizio della serie, acquisendo forma fisica verso la fine della Guerra dei Funghi tramite una "bomba mutagena". Fa la sua prima apparizione durante un flashback che racconta le avventure del grande eroe Billy, che dopo averlo sconfitto lo imprigionò in una prigione d'ambra nel Regno di Dolcelandia. Qualche tempo più tardi riesce a liberarsi approfittando della visita alla sua prigione di Finn e Jake accompagnati dalla principessa Gommarosa e cerca di distruggere la terra di Ooo, ma Finn riesce a sconfiggerlo grazie a un maglione regalatagli precedentemente dalla principessa. Tuttavia il Lich riesce a salvarsi possedendo il corpo di Gommarosa, lì presente. Dopo essere stato sconfitto di nuovo da Finn e Jake con l'aiuto di Re Ghiaccio, il Lich questa volta possiede la lumaca che compare sullo sfondo in tutte le puntate. In seguito uccide Billy e prende possesso del suo corpo per ingannare Finn e Jake e spingerli a rubare le gemme delle varie corone di Ooo, e usarle insieme con l'Enchiridion per creare un portale alla dimensione dell'onnipotente Prismo, in modo da chiedergli di annientare tutte le forme di vita. Anche questa volta il piano del Lich fallisce, dato che Jake usa il suo desiderio per alterare la richiesta originale del Lich, facendogli usare il solo desiderio che Prismo gli ha dato e intrappolandolo nella sua dimensione.
Da allora il Lich rimane in uno stato comatoso sino a quando Finn e Jake riportano il corpo mortale di Prismo nella Stanza del Tempo; in quel momento la creatura si risveglia e uccide Prismo, per poi dirigersi alla Cittadella (dove è prigioniero anche il padre di Finn). Qui libera tutte le creature che vi sono imprigionate, causando un'evasione di massa con lo scopo di marciare nuovamente su Ooo forte di questo nuovo esercito e di distruggere ogni forma di vita, ma avendo lasciato il corpo di Billy ed essendo tornato alla sua forma originale, il mostro è soggetto alle proprietà rigenerative del sangue dei guardiani della Cittadella. Al contatto con la sostanza, il corpo scheletrico del Lich viene ricoperto quindi da una nuova pelle, dandogli l'aspetto e la mente di un gigantesco neonato e facendogli dimenticare il suo precedente io. Finn e Jake lo portano quindi davanti alla porta di casa di Melaverde e il Signor Maiale, che decidono di adottarlo col nome di Piccolo P.. Come visto in "Le stelline d'oro" lo spirito del Lich è ancora in lui e Piccolo P ha spesso incubi su di lui, non capendo mai però chi è il "mostro" che vede, rassicurato dai suoi genitori che sono solo sogni. Sempre nello stesso episodio si vede che, se lui è particolarmente sotto stress e quindi spaventato, può rilasciare temporaneamente il suo io malvagio, ma scordandosi di questo una volta che torna normale.
Nella puntata "Il Desiderio di Finn", nell'universo parallelo creato da un desiderio di Finn, il Jake di tale universo è venuto a contatto con l'esplosione della bomba congelata da Simon, diventando però un ibrido canino/Lich. Successivamente, il Finn di quella dimensione (sotto l'influenza della Corona di Re Ghiaccio) e il Jake posseduto dai Lich usano l'Enchiridion del loro mondo per creare un portale per il multiverso. Prismo, preoccupato per la questione, manda Finn e Jake nella loro dimensione per fermarli. Quando il Finn alternativo e il Jake-Lich riescono ad aprire con successo il portale, il braccio di erba di Finn attacca il Lich e gli taglia la mano, la quale cade sul portale dove si duplica e scomparve in ogni dimensione, andando anche verso la linea temporale di Finn e Jake, mentre il Jake-Lich viene riportato alla normalità dai due Finn grazie alla Domestica, un'arma donatagli da Prismo.  In "Il ritorno del Lich" Piccolo P. inizia ad essere perseguitato dalla mano del Jake-Lich, in quanto dotata della stessa coscienza del Lich della linea temporale standard, inclusi i ricordi degli scontri con Finn ed essendo consapevole delle origini di Piccolo P. Finn segue il Lich fino al pozzo, per poi cadere nella trappola dell'essere. Piccolo P, sopraggiunto sul luogo, si libera dal controllo della mano e la distrugge con la spada di Finn.
Nello speciale di Adventure Time: Terre Lontane "Ritorno al sicuro", che si svolge un tempo imprecisato dopo la fine della serie, la Mano dei Lich è apparsa in qualche modo nella Terra dei Morti e ha preso contatto con il figlio di Morte e Vita. A causa delle manipolazioni del Lich, la giovane entità uccise suo padre e divenne la Nuova Morte. Sotto l'influenza del Lich, Nuova Morte inizia a distruggere i mondi dei morti, il che significa che le anime non potrebbero reincarnarsi in nuovi esseri, quindi la vita cesserebbe di esistere. Grazie all'oggetto chiamato il "bacio della vita", regalato dalla stessa Vita, Finn, Jak e il signor Volpe riescono ad uccidere Nuova Morte e fermare ancora una volta il Lich. Dopodiché, cerca di manipolare il signor Volpe che è diventato la nuova Morte, ma viene rapidamente schiacciato da Jake e gettato nell'oscurità.
In lingua inglese è doppiato dall'attore e caratterista Ron Perlman.

### Re di Ooo
Il re di Ooo è un truffatore che si spaccia sovrano della Terra di Ooo, il cui corpo è composto interamente di cera. È un individuo spaccone, molto vanitoso, arrogante, opportunista, disonesto, cinico ed egoista. Appare per la prima volta quando celebra il matrimonio fra Melaverde e il Signor Maiale. Nel finale di sesta stagione, viene eletto nuovo regnante di Dolcelandia, costringendo Gommarosa ad andare in esilio. Viene successivamente deposto al termine della miniserie "Stakes" e sciolto in un camino, in seguito si dà alla fuga, ormai ridotto a un ammasso di cera. Il re di Ooo è assistito dal cane parlante Toronto.

### Pazienza St. Pim
Pazienza St. Pim è l'Elementale del Ghiaccio. È apparsa per la prima volta nell'Ottava stagione, in cui viene mostrata la sua storia. Era una donna normale che viveva in un'epoca precedente alla Grande Guerra dei Funghi. Insieme ai suoi compagni elementali, che rappresentano il dolciume, la melma e il fuoco, scoprì che il mondo stava per essere distrutto. Mentre i suoi compagni elementali erano disposti a morire per lasciar trasparire la loro essenza, Pazienza scelse di congelarsi, riuscendo cosi a sopravvivere. Anni dopo, è stata trovata da Re Ghiaccio, Finn e Jake e dopo aver appreso che i suoi compagni elementali si sono reincarnati come principesse, ha deciso di catturarli e potenziarli, ma appena radunati, Finn e Jake riescono salvare le tre principesse sconfiggendo quindi, Pazienza, ma quest'ultima prese residenza nel seminterrato di Re Ghiaccio agendo nell'ombra in modo da potenziare gli elementali. Durante gli eventi della miniserie Ritorno a casa, Pazienza riesce a potenziare la principessa Gommarosa, la principessa Fiamma e la principessa Gelatina; consentendogli di acquisire il controllo di una sezione di Ooo, divisa in quattro parti ognuna per la rispettiva elementale. Dopo che Gommarosa inizia a conquistare Ooo trasformando tutto in caramelle, Pazienza sceglie di congelarsi ancora una volta, non volendo vedere come andrà a finire, o affrontare le conseguenze delle sue azioni.

### Gommocalvo
Gommocalvo è lo zio di Gommarosa e membro della sua famiglia. Fu creato insieme a Zia Cannella e al cugino Cicle nel tentativo di avere un legame familiare. Alla fine, Gommocalvo desiderava il potere per sé e progettò di trasformare Gommarosa in un dolcibotto usando un "siero della felicità" e tradí persino Cannella e Cicle che stavano inizialmente complottando con lui. Gommarosa ruppe pero la fiala che conteneva il siero e trasformò Gommocalvo in un dolcibotto. Dopo che la Principessa dello Spazio Bitorzolo ha salvato Ooo neutralizzando gli elementali, Gommocalvo, Cannella e Cicle sono tornati alla normalità e ancora una volta hanno deciso di porre fine al regno di Gommarosa e distruggere le persone a lei più care, in particolare Finn facendo rinascere Fern come il Cavaliere Verde. Nell'episodio Il trattato di pace, lui e la sua famiglia raccolgono un gruppo di criminali del passato della serie che serbano rancore contro il Regno di Dolcelandia per il loro esercito per dare inizio alla "Guerra della Gomma". Nel finale della serie, Vieni insieme a me, ritorna alla sua forma di dolcibotto mentre Zia Cannella accetta di fare pace con Gommarosa. In originale è doppiato da Frank Melamed.

### GOLB
GOLB è il dio primordiale del caos. Durante la serie viene menzionato diverse volte, ma ha un ruolo importante nell'ultimo episodio della serie, Vieni insieme a me, dove viene evocato da Betty all'indomani della Grande Guerra delle Gomme, dove crea mostruose mutazioni dagli eserciti riuniti dei dolcibotti. Dopo che GOLB ha ingoiato Finn, Betty e Re Ghiaccio, li "digerisce", riducendoli alle loro forme di base, riportando gli ultimi due ai loro stati umani originali. La gente di Ooo scopre che la natura di GOLB come essere del caos lo rende vulnerabile alla natura armoniosa della musica, e sono in grado di fare un buco nello stomaco cantando contro di lui. Finn e Simon riescono a scappare, ma Betty rimane all'interno di GOLB con la Corona di Re Ghiaccio, che è stata riportata al suo stato originale dalla digestione di GOLB. Desidera avere il potere di tenere Simon al sicuro, il che alla fine fonde lei e GOLB in un'unica entità. Lasciandosi alle spalle solo la Corona, GOLB si allontana da Ooo.
Possiede il potere di corrompere e fondere creature viventi in mostri o di cancellare del tutto le persone dall'esistenza. Molto più potente del Lich, gli effetti della sua influenza sono impossibili da invertire, anche con una potente magia del desiderio come quella di Prismo. A un certo punto, ha attaccato Marte e ha cancellato la moglie dell'Omino Magico, Margles, dall'esistenza. Questa catastrofe diede il via a una serie di eventi che alla fine culminarono con la perdita della sanità mentale dell'omino. Il Lich inoltre afferma di essere il suo ultimo seguace.

## Divinità

### Prismo
Prismo è il guardiano del multiverso che risiede nella Camera del Tempo. Egli può vedere tutto quello che succede nei numerosi universi paralleli e può esaudire un qualsiasi desiderio di chiunque entri nella camera. I desideri però hanno sempre delle conseguenze inaspettate. La sua forma bidimensionale visibile nella camera, però, non è la sua vera forma. Questa infatti è solo un sogno del suo corpo dormiente. Quando il suo corpo viene svegliato, il Prismo nella camera del tempo svanirà e ricomparirà solo quando il suo corpo si riaddormenterà. Prismo viene ucciso definitivamente dal Lich nell'episodio Wake Up , il suo corpo umanoide viene infatti svegliato e successivamente distrutto dal Lich tramite il "respiro mortale", uccidendo sia l'umanoide sia il Prismo stesso, dato che l'essere non può più addormentarsi per "sognarlo". Viene in seguito riportato in vita, grazie a un piano che aveva architettato, da Finn e Jake. Sono ancora in contatto e lui può chiamarli, se gli serve aiuto.

### Gufo Cosmico
Il Gufo Cosmico è una divinità dall'aspetto di un gufo dorato. È in grado di prevedere il futuro e appare spesso nei sogni delle persone avvisandole del loro futuro. Nonostante la sua apparenza serie è un tipo allegro e simpatico e molto spesso lo si vede insieme a Prismo mentre giocano a Carte Bellicose.

### Grob Gob Glob Grod
Grob Gob Glob Grod è una divinità a quattro facce proveniente da Marte, e fratello dell'Omino Magico. Ognuna delle facce ha un proprio nome e una propria personalità, e una in particolare, Glob, viene venerata come una divinità a Ooo. Viene spesso citato nella serie, ma fa la sua prima apparizione nell'episodio Cronache Marziane, dove si reca sulla Terra per recuperare il fratello e giudicarlo per i suoi crimini. Nell'episodio della sesta stagione Piano astrale si sacrifica nel tentativo di salvare Marte dallo schianto della navicella guidata da Martin, ma successivamente si scopre che le teste di Glob sono sopravvissute e girano intorno alla Terra. Nell'episodio della settima stagione "Omino normale" Glob e il fratello, ormai guarito dalla sua pazzia, si riconciliano.

### Morte
Il sovrano della Terra dei Morti. Il suo aspetto è molto diverso da quello del Tristo Mietitore tradizionale: nella serie appare come uno scheletro umanoide vestito da giardiniere, con un teschio di cavallo per testa e con un rastrello a sostituire l’iconica falce. È un appassionato di Death Metal ed è molto bravo a suonare la batteria. Compare per la prima volta nell’episodio della seconda stagione “Sorpresa a Maggiormenta”, dove funge da principale antagonista. Dall’episodio si può dedurre che è molto amico di Maggiormenta, dal momento che ha risparmiato Finn dopo aver saputo che quest’ultimo lo conosce. Comparirà di seguito anche in “Cronache Marziane” della quarta stagione, dove si prende l’immortalità del Re di Marte per riportare in vita Jake. Successivamente in “La forza dell'amore” si mette a seguire Re Ghiaccio, che ha riacquistato la sua forma originale di Simon Petrikov, per assistere alla sua morte poiché l'uomo, non essendo più uno stregone immortale ma un umano che ha più di mille anni, sta per avere il suo ultimo respiro; tuttavia, quando Simon torna ad essere Re Ghiaccio e non sta più per morire, Morte se ne va. È inoltre sposato con Vita dalla quale ha avuto un figlio.

### Abramo Lincoln/Re di Marte
Il famoso sedicesimo Presidente degli Stati Uniti d’America reincarnatosi nell'immortale Re di Marte. È comparso per la prima volta nell'episodio pilota, dove incita Finn a non mollare mai e a credere in se stesso. Comparirà anche nell’episodio “Cronache Marziane” della serie principale, in cui si scopre che è stato lui ad aver esiliato l’Omino Magico da Marte. Alla fine dello stesso episodio darà la propria immortalità alla Morte in cambio di ridare la vita a Jake. È l’unico personaggio apparso nella serie a essere realmente esistito ed anche uno dei pochi a essere disegnato più dettagliatamente.

## Personaggi ricorrenti

### Billy
Billy è il più grande eroe che ci sia mai stato nella Terra di Ooo, oltre che l'idolo di Finn e Jake. Batté il Lich, una malvagia creatura che terrorizzava il regno, rinchiudendolo in una prigione d'ambra nel castello di Dolcelandia. Ha l'aspetto di un gigantesco umanoide verde completamente calvo e con una folta barba bianca (un tempo rossa).
Quando Finn e Jake lo incontrano per la prima volta, egli si è ormai ritirato da tempo in una caverna, dove passa le giornate seduto sul suo trono d'oro. Ormai stanco di combattere il male, grazie all'intervento dei due eroi recupererà la sua voglia di avventura. Aveva anche lui un cane magico, morto tempo addietro. Billy è inoltre l'unico personaggio della serie ad avere sei dita per mano. Nell'ultima puntata della quarta stagione, Billy viene ucciso dal Lich, che utilizza il suo corpo per ingannare Finn e Jake.
In originale è stato doppiato da Louis Jude Ferrigno.

### Cannello
Cannello è un dolce del popolo dei dolcibotti, è apparso nel primissimo episodio durante la festa nel castello di Gommarosa. È un personaggio alquanto ingenuo e poco intelligente, affetto da un'infantile paura del buio, ma, come mostrato nell'episodio Le altre crostate, non è totalmente inaffidabile. In seguito si trasferirà nel Regno di Fuoco in qualità di guardia e consigliere della Principessa Fiamma, diventando più intelligente e articolato nel suo modo di parlare.

### Signor Maiale e Melaverde
Melaverde è un'elefantina verde di mezza età che abita nel bosco di Ooo, nei pressi di Dolcelandia. Finn e Jake vanno da lei a mangiare le sue torte di mele quando non sono a combattere mostri. In un'avventura è partita con Finn e Jake nella foresta oscura per trovare la mela perfetta ma qui, dopo aver attraversato vari pericoli e aver finalmente trovato la mela, dopo averla assaggiata rimane intrappolata all'interno. In un episodio successivo Finn e Jake riescono a liberarla dalla maledizione della mela e riportarla a casa. Melaverde in seguito comincia una relazione con il signor Maiale, che ha incontrato durante gli eventi dell'episodio Un armadio profumato; la coppia si è successivamente sposata nell'episodio I perplessi sposi. Alla conclusione di "Fuga dalla cittadella", Melaverde e il suo sposo adottano il Lich, che era stato trasformato in un bambino innocuo.

### Marisol
Marisol la forzuta (Susan Strong in originale) è una donna molto muscolosa che fa la prima comparsa nell'episodio con lo stesso nome. Marisol vive in un bunker sotterraneo con i membri della tribù degli Uma-pesci (Hyooman), che lei porta in un attacco contro Dolcelandia. In un primo momento non parla molto bene e ha paura di molte cose, ma Finn e Jake le insegnano circa i modi di Ooo. È abbastanza forte per schiacciare massi con le braccia.
Marisol torna nella terza stagione nell’episodio “I Galleggiagonfi”, dove chiede aiuto a Finn per reclamare la vecchia casa degli Uma-pesci, la città sotterranea di Bellutopia. Marisol, Finn e Jake usano il fuoco per combattere i Galleggiagonfi, mostri spaventosi che assumono la forma di giocattoli gonfiabili, consentendo alla tribù degli Uma-pesci di ritornare alla loro città. Alla fine della puntata, Marisol mette la mano di Finn sotto il suo cappello, lasciando Finn la consapevolezza se è umana o no, tuttavia, la reazione di Finn non rivela la verità della sua natura.
Nella miniserie "Island" viene rivelato che il suo vero nome è Kara, è che è originaria della stessa colonia umana dov'è nato Finn. Venne inviata a Ooo da Minerva per recuperare Finn, finendo però per perdere la sua memoria col passare del tempo.

### Cingolino
"Cingolino lancia all'infinito torte", soprannominato CLAIT o chiamato semplicemente Cingolino, è un robot costruito da Finn che ha la funzione di lanciare torte. Viene costruito da Finn nell'episodio Cingolino e le torte, Finn lo costruisce per fare a Jake lo scherzo di lanciargli delle torte. CLAIT prende vita dopo che viene colpito da un fulmine. Per far sì che esso funzionasse in modo perfetto Finn prova a rubare un fulmine a Re Ghiaccio, ma CLAIT viene colpito da un'altra scarica direttamente dallo stregone, con la quale prende più energia e parte della personalità di Re Ghiaccio. Cingolino sceglie comunque di restare insieme con Finn. Ricompare nella puntata Amore impossibile, dove si scopre che è rimasto nascosto per 15 mesi 4 giorni e 9 ore con la convinzione di star giocando a nascondino con Finn e Jake. In seguito Cigolino rimarrà a vivere con Finn e Jake, diventando amico di BMO.

### Joshua e Margaret
Joshua e Margaret sono, rispettivamente, il padre e la madre di Jake e suo fratello Jermaine, e i genitori adottivi di Finn, avendolo trovato in fasce in un bosco. Entrambi muoiono presumibilmente prima del periodo in cui è ambientata la serie, in quanto Joshua compare come fantasma nell'episodio Il potere dei cristalli per aiutare Jake a perdere il controllo e salvare Finn e successivamente nell'episodio Le segrete di papà, mostrandosi attraverso ologrammi pre-registrati. Proprio in questa occasione dichiara ai figli che, quando avrebbero trovato il suo proiettore di ologrammi, egli sarebbe già scomparso da molti anni. Si mostra come un vecchio cane saggio, pronto a spingere i suoi figli a combattere per temprarne il carattere. Di Margaret non si sa molto, se non che era una madre dolce e premurosa e che aveva creato una musica su carillon come ninna nanna per i suoi figli, carillon che Finn tiene sempre conservato nel suo zaino.

### Fionna e Cake
Fionna (Fionna the Human) e Cake (Cake the Cat) sono gli alter ego femminili di Finn e Jake, create in una fanfiction di Re Ghiaccio.
Fionna ha, rispetto a Finn, calze più lunghe che arrivano sopra le ginocchia e una minigonna al posto dei pantaloncini, mentre il cappuccio è simile ma con le due protuberanze più allungate, molto simili alle orecchie di un coniglio. Cake è invece rappresentata come un gatto bianco con macchie beige, ma sempre con gli stessi poteri di Jake.

### Omino Magico/Omino Normale/Omino Re
L'Omino Magico (Magic Man) è un marziano che usa i suoi poteri magici per giocare scherzi di cattivo gusto a chiunque incontri, senza nessun motivo apparente. Appare per la prima volta nell'episodio La città dei mostri, dove trasforma Finn in un piede gigante per dimostrargli di essere un "buffone". Ritorna nell'episodio della quarta stagione Cronache marziane, dove viene rivelato il suo passato, e che è stato esiliato da Marte circa 200 anni prima dell'inizio della serie a causa dei suoi continui scherzi. Ricompare poi nell'episodio Il mondo dei piccolini dove dona a Finn i personaggi del titolo, e svolge il ruolo di antagonista nell'episodio Il tempo di un panino, dove ruba il sandwich di Jake. Nell'episodio Il triciclo a due ruote, l'Omino Magico perde i suoi poteri magici e riacquista la sua sanità mentale, diventato così l'"Omino Normale". Nello stesso episodio viene rivelato che una volta l'omino era un geniale scienziato e mago, la cui moglie Margles venne portata via dall'essere primordiale GOLB. Al fine di proteggere Marte dalla seconda venuta di GOLB, creò un'intelligenza artificiale di nome M.A.R.G.L.E.S., in onore di sua moglie, che aveva progettato di installare sulla parte superiore del Monte Olimpo. Tuttavia, l'installazione è andata storta, causando così la pazzia e la depressione dell'Omino Magico. Successivamente ritornerà su Marte con l'aiuto di Finn e Jake, dove si riappacificherà con il suo popolo e lo guiderà diventando il nuovo re.

### Beth e Shermy
Apparsi esclusivamente nell'ultimo episodio della serie, si trovano in una linea temporale collocata mille anni dopo la Seconda Guerra della Gomma. Dopo aver rinvenuto casualmente il braccio metallico appartenente a Finn decidono di recarsi da BMO ,divenuto il re di Ooo, per mostrargli l'artefatto. In seguito a ciò BMO commosso dal ricordo dell'amico racconta ai due i fatti avvenuti durante la "Guerra della Gomma". Infine dopo aver lasciato il re i due si recano dall'albero di Felce per recuperare la Finn Spada. Shermy è un piccolo essere dotato di sembianze coniglio-feline con una personalità molto avventurosa simile a quella di Finn con il quale condivide molte caratteristiche somatiche come la forma degli occhi. Alto circa mezzo metro ha delle orecchie a metà tra un gatto e un coniglio, è il primo essere a rinvenire Finn Spada dopo circa un millennio dalla "Guerra della Gomma". Beth, molto probabilmente discendente di Jake e Lady Iridella è la migliore amica di Shermy assieme al quale vive nell'antica casa di Marceline. Ha un corpo molto grosso e formoso, un corno sulla sommità del capo e degli occhi molto simili a quelli di Jake, la sua abilità è quella di teletrasportare oggetti attraverso il suo ombelico.